# Victor Ganz
Victor Wendell Ganz (* 7. April 1913 in New York City; † 26. Oktober 1987 ebenda) war ein Sammler zeitgenössischer Kunst im 20. Jahrhundert. Zusammen mit seiner Frau Sally wurde er insbesondere für seine Sammlung von Gemälden Pablo Picassos berühmt.

## Biographie
Victor Ganz wurde am 7. April 1913 in New York City geboren. Der Sohn von Saul Ganz und seiner Frau Ruth, geb. Wendell, besuchte öffentliche Schulen und das City College of New York, bevor er in die D. Lisner Company eintrat, einem Modeschmuck-Unternehmen, das von seinem Onkel im Jahr 1875 gegründet worden war. Lisner Modeschmuck wurde in den gesamten Vereinigten Staaten vertrieben und beschäftigte eine Vertriebsmannschaft von etwa zehn Vertretern.
Als Präsident des Unternehmens erwies sich Victor Ganz als kreativer Geist und beschäftigte sich mit jedem Aspekt der Schmuckherstellung. Jede Woche pendelte er zwischen New York City und Providence, um die Fertigung zu überwachen. Nachdem sein Designer Sidney Welicky in den Ruhestand gegangen war, übernahm Ganz mit Iraida Garey, der stellvertretenden Leiterin der Produktentwicklung, auch die Verantwortung für die Gestaltung. Sein Stil wurde überall erkennbar, vom eigentlichen Schmuck bis zur Verkaufsverpackung und der Werbung.
Im Jahre 1942 heiratete Victor Ganz Sally Wile. Am 26. Oktober 1987 starb er mit 74 Jahren in seinem Haus in New York City an Lungenkrebs. Seine Frau starb im Alter von 85 Jahren am 27. Januar 1997, ebenfalls zu Hause. Sie hatten einen Sohn und drei Töchter.

## Sammlungstätigkeit
In seiner Jugend kaufte Ganz Aquarelle von Louis Eilshemius und Jules Pascin und ein Gemälde von Raphael Soyer. Dadurch wurde seine Faszination für zeitgenössische Kunst geweckt.
Ganz war weitgehend Autodidakt. In den 1930er Jahren legte er sich strenge Regeln auf, um mehr über Kunst zu lernen. Jeden Samstag reiste er so weit wie möglich, um Ausstellungen und Kunstmessen in und um New York City zu besuchen. Obwohl er Kontakte mit Künstlern, Händlern und Kuratoren knüpfte, entwickelte er seine Kenntnisse aus dem Studium der Werke selbst.
Im Jahre 1941 begann, was Ganz als „eine Liebschaft mit Picasso“ bezeichnete. Für 7.000 US-Dollar kaufte er mit Le Rêve sein erstes Bild dieses Künstlers. Das Bild machte in den folgenden Jahren Schlagzeilen: Steve Wynn, der derzeitige Besitzer des Gemäldes, stieß 2007 mit dem Ellbogen in das Bild und produzierte einen 15 cm langen Riss, während er das Gemälde einigen prominenten Gästen zeigte. Der Anlass war die Verkündung des Bildverkaufs für 139 Millionen US-Dollar an Steven A. Cohen, was der höchste Preis gewesen wäre, der jemals für ein Gemälde gezahlt worden wäre. Wynn hatte das Gemälde für geschätzte 60 Millionen US-Dollar von Wolfgang Flöttl erworben, der es seinerseits am 11. November 1987 bei Christie’s aus der Sammlung Ganz für etwas über 48 Millionen US-Dollar ersteigert hatte. Durch Wynns Missgeschick kam das Geschäft jedoch nicht zustande. Das Gemälde wurde im Folgenden für 90.000 US-Dollar restauriert.
Seit der Heirat 1942 stellten Viktor und Sally Ganz eine bedeutende Picasso-Kollektion zusammen. Insbesondere erwarben sie eine ganze Reihe großformatiger Gemälde Picassos, vornehmlich aus den dreißiger Jahren. Die Eheleute achteten zwar sehr auf ihre Privatsphäre, stellten ihre Picasso-Sammlung jedoch als Abbildungen zur Verfügung, so dass die besten Werke, darunter Le Rêve, in vielen Bildbänden reproduziert und ihr Name ein Begriff wurde.
Die Bilder hingen in ihrer Wohnung von bescheidenen Ausmaßen; ihre Kinder fanden jedoch, dass sie in Christie’s Räumen besser zur Geltung kämen. Einige Freunde hießen ihre Vorlieben nicht gut; manche bestanden darauf, mit dem Rücken zu Le Rêve zu sitzen, wenn sie zum Essen eingeladen waren. Persönlich haben Viktor und Sally Ganz Picasso zweimal getroffen; dem Künstler war bewusst, welchen Rang ihre Sammlung hatte. Sie waren die größten Leihgeber für die Picasso-Retrospektive 1980 im Museum of Modern Art in New York.

## Öffentliches Wirken
Als ihnen bewusst wurde, dass Picasso den Status eines Alten Meisters erworben hatte beziehungsweise für sie unerschwinglich wurde, begannen sie Jasper Johns, Robert Rauschenberg und später Frank Stella zu sammeln. Als diese Künstler ihrerseits etabliert waren, wandte sich das Sammlerehepaar wiederum den jungen und unbekannten Künstlerinnen Eva Hesse, Dorothea Rockburne und Mel Bochner zu. Beide Eheleute wirkten als gleichberechtigte Partner zusammen und beeindruckten mit ihrer Kennerschaft zahlreiche Museumsleute.
Das Ehepaar Ganz erwarb einige Meisterwerke zu sehr geringen Preisen. Sie kauften insbesondere Werke amerikanischer Künstler, mit denen sie sich auch anfreundeten. Ihr Verständnis führender Köpfe wie Jasper Johns und Robert Rauschenberg führte zu Berufungen in Aufsichtsräte von Museen und Vereinigungen. Nach seiner Pensionierung widmete Victor Ganz seine gesamte Zeit und Energie der öffentlichen Kunstförderung. Seit 1981 war er Mitglied im Aufsichtsrat des Whitney Museum und dessen Vizepräsident, als er starb; er war das einzige Aufsichtsratsmitglied, das in allen Ankaufskommissionen mitgewirkt hatte. Darüber hinaus war er Vorsitzender des Battery Park City Fine Arts Committee von der Gründung 1982 bis zu seinem Tod. 1985 war er Mitglied des Museumsbeirats des National Endowment for the Arts.

## Finanzierung
1956 kaufte das Ehepaar direkt von Picassos Händler Daniel-Henry Kahnweiler eine ganze Serie en bloc: Die Frauen von Algier aus den Jahren 1954 und 1955, Variationen nach Die Frauen von Algier von Eugène Delacroix. Nach heutigen Maßstäben war die Familie nicht reich; die 15 Werke kosteten 212.500 US-Dollar, und da die Eheleute sich diese Ausgabe eigentlich nicht leisten konnten, verkauften sie zehn davon für 138.000 US-Dollar an Händler und Museen; trotzdem blieb ihre Sammlung die größte Picasso-Sammlung in den USA.
Dreißig Jahre später sah die Marktsituation völlig anders aus. Die gesamte Sammlung wurde vom Auktionshaus Christie’s auf 125 Millionen US-Dollar geschätzt, Le Rêve allein auf 30 Millionen US-Dollar. Das bedeutendste Werk aus der Serie der Variationen, genannt Version O, wurde vor der Auktion auf 10 bis 12 Millionen US-Dollar geschätzt und für 31,9 Millionen US-Dollar an einen Londoner Händler verkauft.
Am 11. November 1997 wurde die gesamte Sammlung unter enormer öffentlicher Anteilnahme bei Christie’s versteigert und erzielte einen Erlös von über 206 Millionen US-Dollar, wobei Le Rêve das Spitzenergebnis erzielte, fast ein Viertel der Gesamtsumme. Das Gemälde Woman Seated in an Armchair (Eva) aus dem Jahre 1913 wurde bei einem Schätzpreis von 20 Millionen US-Dollar (ohne Kommissionsgebühr) für 24,7 Millionen US-Dollar (mit Kommissionsgebühr) versteigert; durch die Vermittlung des Kunsthändlers Heinz Berggruen hatten die Eheleute das Gemälde 1967 für 200.000 US-Dollar von einem Schweizer Privatsammler erworben.
Heinz Berggruen selbst bot auf ein großformatiges Gemälde aus dem Jahr 1942 (Liegender Akt), das auf 4 bis 6 Millionen $ geschätzt und für 14,5 Millionen $ verkauft wurde; es ist jetzt Bestandteil seiner Sammlung Berggruen in Berlin. Das einzige größere Kunstwerk, das die Witwe alleine gekauft hatte, ein abstraktes Gemälde ohne Titel nach einem Picasso von 1938, wurde vom Händler Leo Castelli, von dem sie es erworben hatte, mit geringem Verlust zurückgekauft. Bis auf ein Werk von Rauschenberg, das mit 3 bis 4  $ Millionen geschätzt wurde, aber beim unteren Limit von 2,4 Millionen $ liegenblieb, wurde alles verkauft.
Damit setzte diese Auktion einen neuen Rekord beim Erlös einer Privatsammlung, der seit 1989 bei 123,4 Millionen US-Dollar stand (für die Sammlung von John Dorrance Jr., Campell Soup-Erbe). Für die gesamte Sammlung legte das Ehepaar Ganz nach eigenen Angaben weniger als 2 Millionen US-Dollar an, was einer Rendite von über 10.000 % entsprechen würde. Da aber allein das letzte erworbene Bild für 607.500 US-Dollar versteigert wurde und die Witwe ursprünglich sogar mehr dafür bezahlt hatte, sind diese Zahlen wenig glaubwürdig.
Im Rahmen der Enthüllungen um die sogenannten Panama Papers wurde bekannt, dass bereits Monate vor der Auktion der Sammlung Ganz entsprechende Verkaufsdeals über die wertvollsten Gemälde vertraglich vereinbart waren. Dabei schloss die auf der Insel Niue gelegene Offshore-Firma Simsbury International Corp. des Unternehmers Joe Lewis vorab ein Abkommen mit der Christie’s-Tochtergesellschaft Spink & Son und verpflichtete sich unter anderem zum Kauf von 100 Gemälden zu einem Gesamtpreis von 168 Millionen US-Dollar.